# Anna Vorontsova
Anna Karlovna Vorontsova, född Skavronskaja 1722, död 1775, var en rysk salongsvärd, adelsdam, hovdam och gunstling till sin kusin tsarinnan Elisabet av Ryssland. Hon utövade ett brett inflytande under sin kusin Elisabets regeringstid. Hon var gift med den ryske diplomaten greve Mikael Ilianovovitj Vorontsov.

## Biografi
Anna Vorontsova var dotter till Katarina I av Rysslands bror Karl Samoilovich Skavronskij och Marya Ivanovna och därmed kusin till Elisabet av Ryssland. Hon ingick tidigt i Elisabets hov och blev dennas nära vän. Året efter Elisabets trontillträde 1741 blev hon av denna gift med greve Vorontsov och utnämndes till hovdam.
Anna Vorontsova var liksom Elisabet intresserad av konst och kultur, och i hennes salong möttes konstnärer, diplomater och politiker. Kejsarinnan Elisabet besökte själv ofta hennes salong och presenterades där informellt för olika personer. Tack vare Anna Vorontsovas vänskap med Elisabet kunde hennes make utöva ett inflytande över politiken under Elisabets regeringstid. Anna Vorontsova blev överhovmästarinna 1760 och mottog Katarinaorden.
Under Peter III:s regeringstid 1762 tillhörde hon hans anhängare och följde honom på flykten från Oranienbaumpalatset. Efter Katarina den storas trontillträde spelade hon inte längre någon roll vid det ryska hovet.